# 西大溝
西大溝，是印度河支流什約克河的支流，發源於新疆維吾爾自治區和田地區和田縣南部阿克賽欽地區（中印邊界爭議地區，現由中國控制）的龍山嶺西麓。幹流先向東南流，後轉向南流，於河西崗附近轉向西流。經石峽後不久進入印度拉達克中央直轄區（印巴邊界爭議地區，現由印度控制），後轉向西南流，於穆尔古木尔格（Murgo）納右側支流天南河後，最終注入什約克河。